# Strobilomyia neanthracina
Strobilomyia neanthracina är en tvåvingeart som beskrevs av Verner Michelsen 1988. Strobilomyia neanthracina ingår i släktet Strobilomyia och familjen blomsterflugor. Inga underarter finns listade i Catalogue of Life.